# Jaltomata aspera
Jaltomata aspera är en potatisväxtart som först beskrevs av Hipólito Ruiz López och Pav., och fick sitt nu gällande namn av T. Mione. Jaltomata aspera ingår i släktet jaltomator, och familjen potatisväxter. Inga underarter finns listade i Catalogue of Life.